# Neosaropogon harlequinus
Neosaropogon harlequinus är en tvåvingeart som beskrevs av Hull 1962. Neosaropogon harlequinus ingår i släktet Neosaropogon och familjen rovflugor. Inga underarter finns listade i Catalogue of Life.